# Occident au VIIe siècle
Le VIIe siècle en Occident est une période de consolidation sociale, qui prolonge le VIe siècle sur fond de guerres successorales et d'instabilité politique.
Le VIIe siècle fait suite au VIe siècle, où la société chrétienne est progressivement mise en place tant dans les structures politiques que dans l'évangélisation des populations. Il est suivi par le VIIIe siècle, marqué par l'invasion islamique de la péninsule ibérique et la montée en puissance de la dynastie carolingienne.

L'Europe vers l'an 650.

## Situation politique
Dans les années 600, Les Slaves passent en masse au sud du Danube, déserté par les armées byzantines et avares. Ils occupent la Macédoine. Les Slovènes, un peuple slave de Pannonie, quittent la plaine hongroise pour s’établir sur les côtes de l’Adriatique et se livrent à des incursions en Istrie et en Vénétie (592, 600, 602), tandis qu’au nord ils pénètrent dans les vallées des Alpes jusqu’aux environs de Salzbourg. Défaite des Bretons de Mynyddawg Mawr, roi des Gododdin, à la bataille de Catraeth, selon le barde Aneurin (vers 600). Les Anglo-Saxons sont dominants en Grande-Bretagne. Des poches de romanisation subsistent dans l'Ouest.
626 - 629 : les Slaves alpins se heurtent aux Bavarois sur le cours supérieur de la Drave.
Vers 650, Ralentissement du commerce en Occident. Il atteint surtout la Neustrie, où se trouvaient les villes commerciales. L’Austrasie, essentiellement agricole, devient le centre de la puissance royale. L’aristocratie s’efforce de profiter de la décadence du roi. Le corps épiscopal, surtout dans le domaine mérovingien, cherche à obtenir des privilèges particuliers pour ses terres (donation d’un atelier monétaire, exemption d’impôts, immunité) pour contrebalancer la puissance des aristocrates. L’Église séculière entre dans le jeu politique et perd son influence religieuse. Certains clercs se comportent comme des chefs militaires ou politiques, d’autres entrent dans des liens de vassalité. Certaines pratiques barbares sont acceptées par l’Église (ordalie). Le paganisme renaît (Espagne du Nord) et les superstitions et les excès du culte des reliques se développent. La coutume de se faire enterrer autour de l’Église où repose le corps du saint triomphe. Expansion des Frisons de la Zélande vers les côtes danoises et les bouches du Rhin (Utrecht et Dorestadt). Ils émettent des piécettes d’argent (sceattas).
Dans les années 670 : Période d'anarchie en Gaule. Indépendance de l'Aquitaine. Guerres entre la Neustrie et l'Austrasie.
Le commerce et l’industrie sont définitivement ruinés. Le pays se divise en fragments indépendants et hostiles : Austrasie, Neustrie, Aquitaine. L’autorité échappe aux rois Mérovingiens pour tomber aux mains des maires du Palais, majordomes et ministres des finances. Autour de la fonction, des luttes sans merci se livrent entre les grandes familles, beaucoup plus riches et puissantes que les rois qui se sont dépouillés pour obtenir leur faveur. La famille des Pippinides prospère le long du nouvel axe économique, la Meuse, où ont été recensés plus de 90 grands domaines lui appartenant.
Au VIIe siècle, les royaumes barbares sont en crise  et se morcellent.
Les Pippinides, une famille austrasienne dont le berceau est situé sur la Meuse, acquièrent un avantage économique qui va leur permettre de mettre sur pied des armées bien plus nombreuses que ses rivales. Les Pippinides, en contrôlant plus de 90 grands domaines agricoles de part et d'autre de la Meuse, se sont procuré une puissance sans égale. Ainsi Pépin de Herstal, devient maire du palais d'Austrasie en 679, contrôle la Neustrie en 687 et prend le titre de prince des Francs.
En Europe danubienne, l'espace laissé vide par les Huns est vite occupé par d'autres nomades venus des steppes eurasiennes, les Avars et les Bulgares, qui deviennent une menace à la fois pour les royaumes germains sédentaires et pour l'Empire byzantin.
Le jalon structurant du VIIe siècle prend source au Proche-Orient.
En 610, suivant la tradition musulmane, Mahomet commence sa prédication à La Mecque. Il serait mort en 632, et sa prédication appelant au djihad, rassemblée dans le Coran en 650, marquera durablement les rapports entre l'Occident et le Proche-Orient. Les guerriers musulmans débarqueront dans la péninsule ibérique en 711, mettant fin pour quelques siècles à son appartenance à l'occident chrétien.
La conquête de la Palestine par les Arabes (Jérusalem fut prise en 638) n'affecta guère les pèlerinages vers les lieux saints ; les Fatimides imposèrent simplement une redevance aux pèlerins.

## Voies commerciales

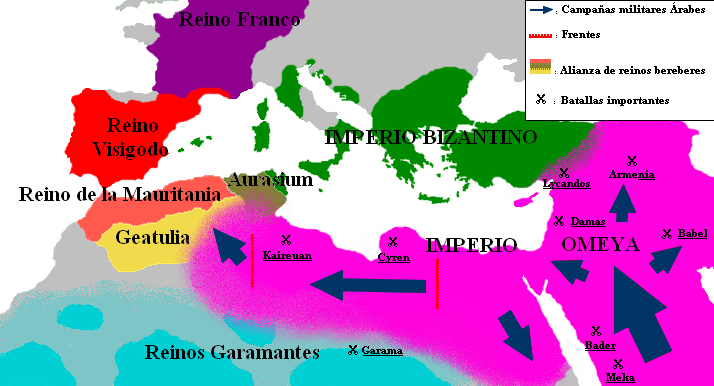
Premières expansions musulmanes.

(l'expansion musulmane en Méditerranée coupe les liens commerciaux)
La monnaie d'or devenant rare du fait de la distension des liens commerciaux avec Byzance (qui perd le contrôle de la Méditerranée occidentale au profit des Musulmans) la richesse ne peut provenir que de la guerre : butin ou terres conquises à redistribuer.

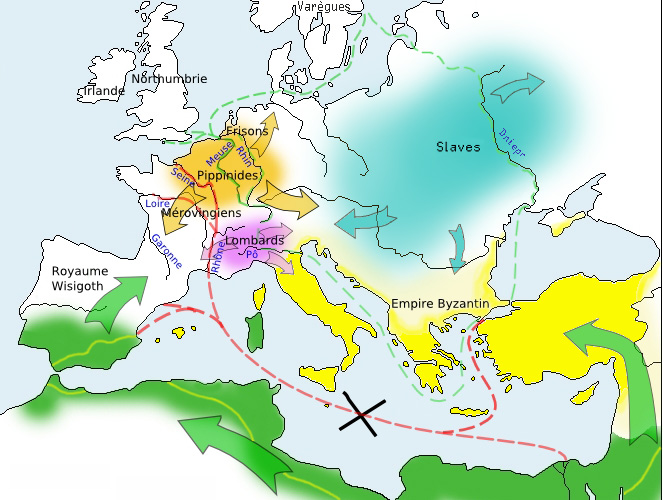
Conséquences de l'expansion musulmane des sur les voies commerciales et les royaumes européens.

Même si les voies terrestres romaines sont encore utilisables à cette époque, le trafic commercial est essentiellement fluvial (et permet le transfert de marchandises d'un bassin fluvial à l'autre) mais il ne permet que le transport de denrées suffisamment onéreuses pour être rentable. Même si le trafic est faible, ces voies sont capitales pour acquérir de quoi entretenir ses vassaux. Avec la présence musulmane en Méditerranée occidentale les voies commerciales byzantines ne peuvent plus passer que par l'Adriatique. Dès lors l'axe Rhône-Saône-Rhin (ou Seine) est supplanté par l'axe Pô-Rhin-Meuse.
Le basculement à l'est des voies commerciales réactive les régions riches en minerai de fer lequel était déjà exploité à l'origine de la puissance agricole et militaire des celtes. Ceci permet de bénéficier d'armes et protections en acier de bonne qualité augmentant leur supériorité militaire. L'outillage agraire s'en trouve amélioré et la productivité augmente.
Dans la seconde moitié du VIIe siècle, tout commerce cesse sur les côtes de la Méditerranée occidentale. Marseille, privée de navires, meurt asphyxiée, et toutes les villes du midi, en moins d'un demi-siècle, tombent dans une totale décadence. À travers tout le pays, le commerce, que n'alimente plus la mer, s'éteint ; la bourgeoisie disparaît avec lui ; il n'existe plus de marchands de profession, plus de circulation commerciale, et, par contrecoup, les tonlieux cessent d'alimenter le trésor royal, incapable de faire face désormais aux dépenses du gouvernement.
L'aristocratie représente, dès lors, la seule force sociale. En face du roi ruiné, elle possède, avec la terre, la richesse et l'autorité ; il ne lui reste plus qu'à s'emparer du pouvoir.

## Féodalité

### Administration royale
Le pouvoir des maires du palais s'accroît continuellement. Petit à petit, les chefs des serviteurs du palais vont intervenir dans les affaires de l'État : ils acquièrent des pouvoirs politiques, s'attribuent le pouvoir judiciaire et la direction des fonctionnaires. Devenus les plus proches collaborateurs du souverain, ils ne tardent pas à entrer en concurrence avec leur maître, et à partir du VIIe siècle, ils dirigèrent progressivement le royaume des Francs à la place du souverain. L'office devint un enjeu entre les aristocrates et se transmit bientôt de père en fils.
Le connétable se cantonnait initialement à la gestion des écuries royales. Mais à la suite de l'effritement du pouvoir royal, ce dernier prend de l'ampleur envers tous les corps d'armée.

### Administration territoriale
L'affaiblissement de l'ancienne administration romaine, coupée de Rome, et dont le roi maintient avec peine les derniers vestiges, permet à l'aristocratie des grands propriétaires de prendre, en face du roi et dans la société, une position de plus en plus forte.
Les fonctionnaires importants, choisis parmi les grands, font preuve, à l'égard du pouvoir, d'une singulière indépendance et l'impôt n'est souvent prélevé par le comte qu'à son profit personnel. 
À mesure que l’État se montre plus incapable de garantir la personne et les biens de ses sujets, leur prépondérance s'affirme davantage.
La sécurité n'est plus assurée par un État déliquescent et va être prise en charge par l'aristocratie .
Dès le VIIe siècle, le terme « Franc » a perdu toute connotation ethnique du fait des mariages mixtes entre Gallo-Romains et Francs et de l'enrôlement dans l'armée de non-Germains.
Cette aristocratie, dont l'action grandit sans cesse, n'a rien d'une noblesse. Elle ne se distingue pas par sa condition juridique, mais seulement par sa condition sociale. Ceux qui la composent sont de grands propriétaires fonciers : les uns descendent de riches familles gallo-romaines antérieures à la conquête franque, les autres sont des favoris que les rois ont largement pourvus de terres, ou des comtes qui ont profité de leur situation pour se constituer de spacieux domaines. Qu'ils soient romains ou germaniques de naissance, les membres de cette aristocratie forment un groupe lié par la communauté des intérêts, et chez lequel n'a pas tardé à disparaître et à se fondre dans l'identité des mœurs, la variété des origines.
Les puissants accueillent des hommes libres qu'ils éduquent, protègent et nourrissent. L'entrée dans ces groupes se fait par la cérémonie de la recommandation : ces hommes deviennent des guerriers domestiques (vassus) attachés à la personne du senior. Le seigneur doit entretenir cette clientèle par des dons pour entretenir sa fidélité,.
Faute de pouvoir central, les puissants pressurent les populations qu'ils sont censés protéger ; mais à partir du moment où ces personnes leur auront cédé leurs terres, ils étendront sur eux leur puissante sauvegarde en tant que vassal. Ce système de « protection » est très similaire à la mise en place d'un pouvoir mafieu. Le seigneur est tenu non seulement de pourvoir à la subsistance de son vassal, mais de lui fournir d'une manière permanente secours et assistance et de le représenter en justice. L'homme libre qui se recommande conserve les apparences de la liberté, mais en fait, il est devenu un client, un sperans du senior.
Les puissants s'approprient par la force les revenus du pays : perception des taxes dans les centres urbains, perception des revenus dans les grands domaines. Ils s'appuient pour cela sur l'encadrement hérité de l'administration romaine : les intendants des domaines et les magistrats urbains proviennent des familles patriciennes capables d'assurer cette gestion.
De ce fait, l'économie administrative devient purement locale : les administrateurs travaillent pour le compte du seigneur local, et sont directement rémunérés par lui, à partir des taxes et revenus prélevés sur son domaine.

## Peste
Parallèlement à cette évolution le bassin méditerranéen est victime aux VIe et VIIe siècles d'épidémies de peste et de variole récurrentes que les chroniqueurs de l'époque décrivent comme de véritables fléaux. Le bilan est impossible à chiffrer mais, certains historiens le comparent à celui de la peste noire de 1347-1350 : Jacques le Goff et Jean-Noël Biraben y voient la cause d'un important affaiblissement démographique du sud de l'Europe qui explique en partie le basculement du centre de gravité de l'Occident vers le nord.

## Évangélisation
L'agriculture progresse, des monastères sont fondés,.
- Évangélisation du Nord-Ouest de l'Europe, fondation de monastères et d'évêchés.
- Isidore de Séville (entre 560/570-636).
- VIIe siècle: création de la Scola cantorum, école de chantres de la chapelle pontificale.

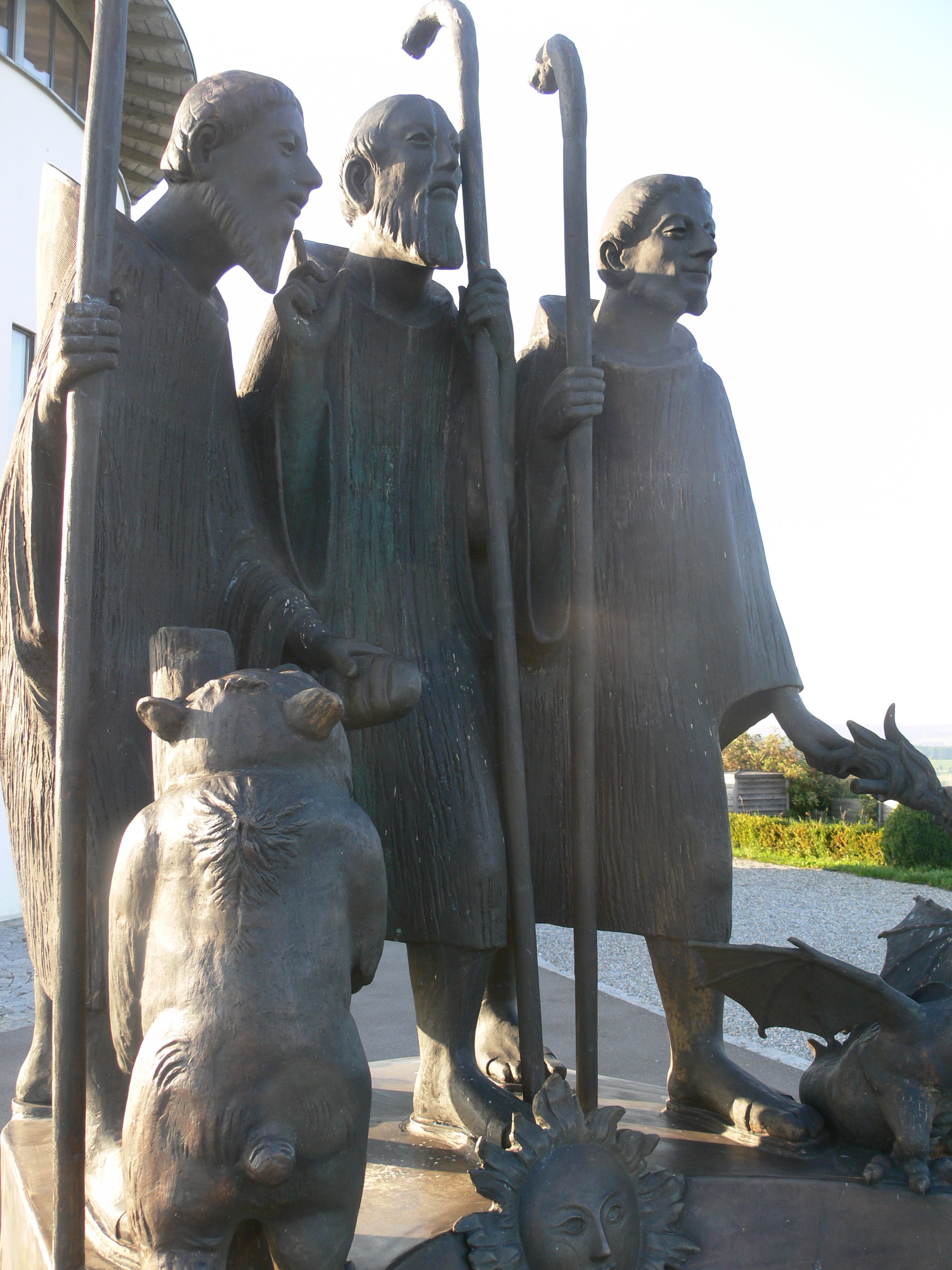
Saint Colomban, entouré de ses disciples saint Gall et saint Magne.

En Occident, selon les historiens spécialistes de cette époque, le christianisme se trouve dans un bien triste état de désolation. Seules les villes sont réellement christianisées. L’évangélisation n’est pas la préoccupation majeure de l’épiscopat. Le monachisme existe, mais anecdotique et décadent.
Impliquée dans le gouvernement de la cité et du diocèse, et utilisée par les princes barbares comme un instrument de gouvernement, L’Église franque subit une décadence théologique, morale et institutionnelle dont elle n'émergera qu'au milieu du VIIIe siècle. L’Église wisigothe s'appuie au contraire sur la primauté de l'archevêque de Tolède et sur de fréquents conciles ; la faiblesse de la royauté en fait peu à peu un tribunal d'appel, transformant le pouvoir royal en organe d'exécution.
Grégoire Ier (vers 540-604), pape de 590 à 604, est à l'origine de la grande réforme liturgique. On lui attribue à tort le chant grégorien. Il est à l'origine de la Mission grégorienne qui convertit l'Angleterre au début du VIIe siècle. Établie à partir de 597, la nouvelle Église d'Angleterre gardera longtemps une empreinte monastique.
L’impulsion décisive de l'évangélisation du continent est donnée par Colomban, formé au monastère de Bangor, au nord-est de l’Irlande. Débarquant sur le continent à la fin du  VIe siècle, il entreprend un impressionnant périple. Colomban fonde, entre autres, le monastère de Luxeuil (590), dont le puissant rayonnement s’étend sur les trois royaumes des Francs. Et celui de Bobbio (614), dans le royaume des Lombards, autrement dit en terre arienne. Ses disciples s’attachent à évangéliser les Alamans. Colomban est bientôt suivi d’une multitude de missionnaires irlandais. Criblées de monastères irlandais tout au long du  vIIe siècle, les campagnes d’Occident sont enfin christianisées, six siècles après l’Orient.
Par ailleurs, les royaumes barbares vivent en fait une longue transition, se répandant à l'échelle européenne entre le VIe siècle et le VIIIe siècle.
On assiste en fait à plusieurs mouvements de renouveau distincts.
- Sur la péninsule italienne, l'influence orientale se fait sentir au sud de Rome ainsi qu'en Sicile après la reconquête de l'empereur byzantin Justinien au VIe siècle, tandis qu'au nord les Lombards s'ouvrent aux influences monastiques jusqu'au sein de la cour de Pavie[20].
- Au VIIe siècle, l'Espagne wisigothique est le théâtre de la « renaissance isidorienne » qui voit les écoles épiscopales de Séville et de Tolède mêler culture chrétienne et païenne[21].
- Dans le même temps le christianisme ascétique des Irlandais privilégie la culture religieuse, essentiellement biblique[22]. Au VIIe siècle, la pratique irlandaise est l'origine d'une grande partie de l'activité monastique occidentale. Ainsi en Angleterre, la « renaissance northumbrienne » ou plus largement anglo-saxonne de Bède (et plus tard  Aldhelm) lui doit beaucoup, même si elle mêle également l'influence d'un Théodore de Tarse ou d'un Hadrien de Cantorbéry, originaire d'Afrique.
- En Gaule mérovingienne aussi l'influence irlandaise se fait sentir au VIIe siècle, en particulier grâce à saint Colomban, fondateur avec ses compagnons d'un réseau d'abbayes au VIe siècle, comme Luxeuil mais aussi Bobbio en Italie du Nord.
- Au VIIe siècle toujours, l'évangélisation initiée en Germanie par les missionnaires irlandais puis anglais, dont Killien, sera prolongée au VIIIe siècle par Willibrord, Pirmin et Boniface.

## Culture et éducation
Succédant au papyrus, principal médium de l'écriture en Occident jusqu'au VIIe siècle, le parchemin a été abondamment utilisé durant tout le Moyen Âge pour les manuscrits et les chartes, jusqu'à ce qu'il soit à son tour détrôné par le papier. Son usage persista par la suite de façon plus restreinte. Dans les codex apparaissent les séparations entre mots.
- Innovations techniques dans l’agriculture en Gaule :
  - Charrue à roues,
  - Harnais,
  - Fléau,
  - Herse,
  - Rotation triennale.

Elles se répandent lentement jusqu’à l’an mil.
Etrier
Importé en Occident par les guerriers Avars, l'étrier apparaît au début du VIIe siècle.
Avant la découverte de l'étrier, les combattants à cheval emploient surtout comme projectiles des javelines, dont la vitesse s'ajoute simplement à celle du cheval. 
L'introduction de l'étrier va révolutionner complètement l'art de la guerre. En apportant une meilleure stabilité, l'étrier va permettre aux archers montés de se dresser pour amortir les mouvements gênants de leur monture et ainsi de viser avec une plus grande précision. L'utilisation de l'étrier va aussi permettre aux cavaliers d'utiliser plus efficacement les lances, dont la force d'impact ne dépendra plus seulement de l'énergie cinétique procurée par la course du cheval, mais aussi de la force que les combattants pourront apporter sans risquer d'être désarçonnés. L'étrier sera donc un élément essentiel, voire décisif, à la formation de la chevalerie médiévale.
Charrue
Elle apparaît vers le début du VIIe siècle